# 中国通商史
中国通商史，描述的是中国对外贸易的历史。

## 汉
汉代司马迁《史记·货殖列传》是中国最早文字记载的通商史。

### 丝绸之路
西汉张骞、东汉班超出使中亚，促成丝绸之路的建立，货物在中国与印度、波斯和罗马帝国之间往来。 东汉甘英出使大秦，未能抵达大秦，最远抵达地中海东岸（也有一说是波斯湾东岸）。甘英西行巩固了丝绸之路。

### 蜀身毒道
蜀身毒道是早在国历史上的秦汉时期就已经由四川及各地商人沟通了的一条通往印度的民间商道。汉代張騫在西域大夏，曾見有邛杖蜀布，問之市面，言自身毒國來，因知身毒國去蜀地當不遠。当时蜀地与印度之间有一个独立的昆明人作为中介。

### 海上贸易

#### 东洋
在战国时代辽东半岛与朝鲜半岛，日本就有通商关系。汉代，山东登州成为东洋贸易通商口岸。

#### 南洋
汉代合浦、徐闻成为对南洋通商的主要口岸。《漢書地理志》謂：「自日南障塞徐聞合浦，船行可五月，有都元國；又船行可四月，有邑盧沒國；又船行可二十餘日，有諶離國；步行可十餘日，有夫甘都盧國；船行可二月餘，有黃支國；民俗略與珠厓相類，其州甚大，戶口多，多異物。自武帝（前140年至前87年）以來，皆獻見。有譯長、屬黃門，與應募者俱入海市明珠、璧流離、奇石異物，齎黃金離繒而往，所至國皆禀食為耦；蠻夷賈船，轉送致之，亦利交易。剽殺人，又苦逢風波溺死，不者數年來還，大珠至圍二寸以下。平帝元始（一至五年）中，王莽輔政，欲燿威德，厚遺黃支王，令遣使獻生犀牛。自黃支船行可八日至皮宗。船行可二月，到日南象林界云。黃支之南有已程不國，漢之譯使，自此還矣」。已程不國是今天的斯里兰卡。
东汉延熹九年(166年)，罗马皇帝马尔库斯·奥列里乌斯遣使汉朝，即自日南徼外献象牙、犀角、玳瑁，这是中国与罗马正式交通。

## 三国、两晋、南北朝
东汉后，中国分裂成为三国并对抗，位于东南沿海的东吴加强了海上贸易，这是东吴的唯一选择。后来的东晋、宋、齐、梁、陈，以及更后的南宋重演这一局面。
据魏晋南北朝诸史记载，南海诸国经广州来朝贡的次数如下：三国吴1次，东晋9次，宋23次，齐缺载，梁39次，陈14次。来贡诸国有林邑、扶南、占婆、盘盘、丹丹、狼牙修、阇婆、婆利、干陁利、诃罗单、婆皇、狮子国等。其中扶南、占婆在晋至南朝各遣使二十多次。晋代大秦商使开始在广州登岸，《艺文类聚》卷八十五载：“大秦国奉献琛，来经于州，众宝既丽，火布尤奇。”

## 隋唐

### 丝绸之路的全盛时期
在丝绸之路的东端，中国唐代首都长安成为外贸、旅游和居住的大城市中心。

### 建立市舶司
唐高宗显庆六年(661年)，在广州设立市舶司，专门管理通商事务。唐代中叶，吐蕃进占西北，陆路交通受阻，海上交通由是更加兴盛。在唐代，广州、扬州成为重要通商口岸。
出口生丝、丝绸、瓷器、五金等。进口珠、香、象、犀、玳瑁等奢侈品，以及香料、药材。

## 两宋
由于9世纪—10世纪期间西域丝绸之路的衰落，中土對外貿易於是轉向東面的沿岸，為海上贸易之繁荣发展帶來机遇。
- 宋太祖开宝四年（971年）设广州市舶司。
- 宋真宗咸平二年（999年）设杭州市舶司、明州市舶司。
- 宋哲宗元祐二年（1078年）设泉州市舶司、密州市舶司。
- 宋神宗熙寧年间设秀州澉浦市舶司(今浙江海盐)。
- 宋徽宗政和三年（1113年）设秀州华亭市舶司（今上海华亭）。
- 宋高宗绍兴十五年（1145年）设江阴港市舶司、温州市舶司。

南宋時代还有8个市舶司，主要分佈於東南沿岸，江阴、秀洲华亭、秀洲澉浦、杭州、明州、温州、泉州、广州。由于茶叶和瓷器出口增加，泉州靠近茶叶和瓷器产地，从而取代广州成为通商大港。南宋东南沿海几乎是全线开放，表现出南宋经济注重对外通商的特点。

## 元
元廷与西北地区的窝阔台汗国、察合台汗国关系紧张，而与位于波斯湾地区的伊儿汗国关系友好，因此元朝十分重视海上交通，进而促进了海上贸易。摩洛哥旅行家伊本·白圖泰（Ibn Battuta）在印度看到廣州製造的船舶到達這裏。他記載說：“當時所有印度中國間之交道，皆操于中國人之手。”。
泉州到元世祖在位时依然持续繁荣，是当时最重要的对外贸易中心。宋泉州提舉市舶官蒲寿庚投降元朝后，后蒲氏家族被元廷重用，主持对外通商。
元朝完全使用纸币，商品经济发达。元代棉纺织品、瓷器、粮食，成为大宗出口商品。进口药材、香料、金银和奢侈品。丝绸和五金曾一度被列为禁止出口商品。

## 明

### 海禁与郑和下西洋
郑和下西洋具有双重使命，一方面是国威的扩张，建立朝贡体系，另一方面是厉行海禁，打击中国潜通外洋的海商与私下住蕃的移民。

### 通商战争
1516年，葡萄牙人佩雷斯特罗从马六甲乘坐一艘中国帆船前往中国考察。1517年，一支由九艘船组成的葡萄牙船队在安德拉德的率领下来到广东，并设法赢得了广东地方官员的信任。船队中的六艘船获准在東莞縣屯门（今香港屯門）下碇。
嘉靖二十九年（1550年），俺答汗在多次遣使要求开放朝贡贸易未果后兵临北京，以武力要求明廷开放边贸，史称庚戌之变。明世宗嘉靖三十年（1551年），明廷被迫开放宣府、大同等地与蒙古进行马匹交易。不久，明廷拒绝蒙古方面以牛羊交易的要求，单方关闭马市，双方再次开战。1570年，双方开始和谈，次年达成协议，明廷封俺答为顺义王，开放十一处边境贸易口岸。
嘉靖三十二年（1553年），葡萄牙船商藉囗航船触礁下沉，进贡物品被浸湿，申请借地晾晒，同时贿赂广东海道吏汪柏，登陆澳门，开始在澳门定居。但是地方行政及司法权力仍由明政府掌握。
万历三年（1575年），西班牙菲律宾总督桑迪派员到中左所（今福建厦门），转赴福州，求通贸易，遭到拒绝。西班牙於是圖謀調集無敵艦隊攻打中國，可惜於後來謀事未成，便被英國打敗，計劃落空。
万历二十九年（1601年）荷兰人範·內克（Van Neck）率领的船队抵达广州，因没有朝贡文书，逗留一月后，被广东地方当局谢绝。
崇禎十年（1637年），英國人约翰·韦德尔奉英皇查理一世之命到中國要求通商，船隊抵達澳門，然後從廣州載回600噸貨物，主要是糖，但是未能與明朝建立正式關係。

### 明廷与东北民族的边贸冲突
明廷经常关闭贸易通道，使东北民族的日用品奇缺。单万历三十七年（1609年）一次停止边境贸易，就使努尔哈赤的建州女真烂掉人参三十万斤。这是努尔哈赤背叛明朝的经济原因。
明廷与建州女真进行贸易的边关是抚顺关。

### 隆庆开关
明穆宗隆庆元年(1567年)，明廷废止海禁，閩粵兩省局部開放貿易，但兩省貿易规则不同。福建只准中國商人出海貿易，而不准外國商人前來通商。廣東則允許外國商人前來貿易而不准中國人出海通商。

## 清代
雍正五年（1727年），由葡萄牙国王第一次直接派遣的使臣始至北京，以往清人称葡萄牙为西洋国，这次称之为博尔都噶尔国，误以为初次入贡，接待十分周到。1729年荷兰东印度公司设支店于广州。
清代出口主要商品是瓷器、茶叶、棉布、丝绸和生丝。